# Syzygium guineense
Syzygium guineense là một loài thực vật có hoa trong Họ Đào kim nương. Loài này được (Willd.) DC. miêu tả khoa học đầu tiên năm 1828.